# Holandia na Mistrzostwach Świata w Lekkoatletyce 2017
Holandia na Mistrzostwach Świata w Lekkoatletyce 2017 – reprezentacja Holandii podczas mistrzostw świata w Londynie liczyła 28 zawodników, którzy zdobyli 4 medale.

## Zdobyte medale
| Medal | Zawodnik        | Konkurencja    | Rezultat | Data        |
| ----- | --------------- | -------------- | -------- | ----------- |
| złoto | Dafne Schippers | bieg na 200 m  | 22,05    | 11 sierpnia |
| brąz  | Anouk Vetter    | siedmiobój     | 6636     | 6 sierpnia  |
| brąz  | Dafne Schippers | bieg na 100 m  | 10,96    | 6 sierpnia  |
| brąz  | Sifan Hassan    | bieg na 5000 m | 14:42,73 | 13 sierpnia |

## Skład reprezentacji
Mężczyźni
| Zawodnik                                                              | Konkurencja         | Eliminacje | Eliminacje | Półfinał | Półfinał | Finał    | Finał   |
| Zawodnik                                                              | Konkurencja         | Rezultat   | Pozycja    | Rezultat | Pozycja  | Rezultat | Pozycja |
| --------------------------------------------------------------------- | ------------------- | ---------- | ---------- | -------- | -------- | -------- | ------- |
| Thijmen Kupers                                                        | bieg na 800 metrów  | 1:45,53    | 1. Q       | DNS      | DNS      | NQ       | NQ      |
| Richard Douma                                                         | bieg na 1500 metrów | 3:55,36    | 41. q      | 3:47,74  | 24.      | NQ       | NQ      |
| Giovanni Codrington Hensley Paulina Liemarvin Bonevacia Taymir Burnet | sztafeta 4 × 100 m  | 38,66      | 10.        | —        | —        | NQ       | NQ      |

| Zawodnik    | Konkurencja   | Kwalifikacje | Kwalifikacje | Finał | Finał   |
| Zawodnik    | Konkurencja   | Wynik        | Pozycja      | Wynik | Pozycja |
| ----------- | ------------- | ------------ | ------------ | ----- | ------- |
| Menno Vloon | skok o tyczce | DNS          | DNS          | NQ    | NQ      |
| Erik Cadée  | rzut dyskiem  | 58,90        | 25.          | NQ    | NQ      |

Dziesięciobój
| Zawodnik           | Konkurencja | 100 m | LJ   | SP    | HJ   | 400 m | 110H  | DT    | PV   | JT    | 1500 m  | Wynik | Pozycja |
| ------------------ | ----------- | ----- | ---- | ----- | ---- | ----- | ----- | ----- | ---- | ----- | ------- | ----- | ------- |
| Pieter Braun       | Rezultat    | 11,22 | 6,87 | 15,23 | 1,96 | 48,54 | 14,67 | 42,59 | 4,70 | 59,26 | 4:38,40 | 7890  | 16.     |
| Pieter Braun       | Punkty      | 812   | 854  | 758   | 740  | 883   | 890   | 717   | 819  | 727   | 690     | 7890  | 16.     |
| Eelco Sintnicolaas | Rezultat    | 10,96 | 7,31 | 14,32 | 1,90 | 48,73 | 14,32 | 40,25 | DNS  | –     | –       | DNF   | DNF     |
| Eelco Sintnicolaas | Punkty      | 870   | 888  | 748   | 714  | 874   | 934   | 670   | 0    | –     | –       | DNF   | DNF     |

Kobiety
| Zawodniczka                                                                 | Konkurencja                | Eliminacje | Eliminacje | Półfinał | Półfinał | Finał    | Finał   |
| Zawodniczka                                                                 | Konkurencja                | Rezultat   | Pozycja    | Rezultat | Pozycja  | Rezultat | Pozycja |
| --------------------------------------------------------------------------- | -------------------------- | ---------- | ---------- | -------- | -------- | -------- | ------- |
| Jamile Samuel                                                               | bieg na 100 metrów         | 11,52      | 32.        | NQ       | NQ       | NQ       | NQ      |
| Naomi Sedney                                                                | bieg na 100 metrów         | 11,43      | 30.        | NQ       | NQ       | NQ       | NQ      |
| Dafne Schippers                                                             | bieg na 100 metrów         | 11,08      | 7. Q       | 10,98    | 5. Q     | 10,96    | brąz    |
| Dafne Schippers                                                             | bieg na 200 metrów         | 22,64      | 1 Q        | 22,49    | 1 Q      | 22,05    | złoto   |
| Lisanne de Witte                                                            | bieg na 400 metrów         | 52,48      | 30.        | NQ       | NQ       | NQ       | NQ      |
| Sanne Verstegen                                                             | bieg na 800 metrów         | 2:01,50    | 17. q      | 2:00,92  | 15.      | NQ       | NQ      |
| Sifan Hassan                                                                | bieg na 1500 metrów        | 4:08,89    | 23. Q      | 4:03,77  | 3. Q     | 4:03,34  | 5.      |
| Sifan Hassan                                                                | bieg na 5000 metrów        | 14:59,85   | 9. Q       | —        | —        | 14:42,73 | brąz    |
| Susan Kuijken                                                               | bieg na 5000 metrów        | 14:57,33   | 4. Q       | —        | —        | 14:58,33 | 8.      |
| Susan Kuijken                                                               | bieg na 10 000 metrów      | —          | —          | —        | —        | 31:20,24 | 5.      |
| Sharona Bakker                                                              | bieg na 100 m przez płotki | 13,12      | 23. q      | 13,29    | 22.      | NQ       | NQ      |
| Eefje Boons                                                                 | bieg na 100 m przez płotki | 13,34      | 32.        | NQ       | NQ       | NQ       | NQ      |
| Nadine Visser                                                               | bieg na 100 m przez płotki | 12,96      | 13. Q      | 12,83    | 6. q     | 12,83    | 7.      |
| Tessa van Schagen Dafne Schippers Naomi Sedney Jamile Samuel Madiea Ghafoor | sztafeta 4 × 100 m         | 42,64      | 6. q       | —        | —        | 43,07    | 8.      |
| Madiea Ghafoor Lisanne de Witte Laura de Witte Eva Hovenkamp                | Sztafeta 4 × 400 m         | DSQ        | DSQ        | —        | —        | NQ       | NQ      |

| Zawodniczka       | Konkurencja    | Kwalifikacje | Kwalifikacje | Finał | Finał   |
| Zawodniczka       | Konkurencja    | Wynik        | Pozycja      | Wynik | Pozycja |
| ----------------- | -------------- | ------------ | ------------ | ----- | ------- |
| Melissa Boekelman | pchnięcie kulą | 17,88        | 9. q         | 17,73 | 11.     |

Siedmiobój
| Zawodniczka     | Konkurencja | 100H  | HJ   | SP    | 200 m | LJ   | JT        | 800 m   | Wynik | Pozycja |
| --------------- | ----------- | ----- | ---- | ----- | ----- | ---- | --------- | ------- | ----- | ------- |
| Nadine Broersen | Rezultat    | 13,79 | 1,83 | 14,09 | 24,98 | 5,95 | DNS       | –       | DNF   | DNF     |
| Nadine Broersen | Punkty      | 1008  | 1016 | 800   | 889   | 834  | 0         | –       | DNF   | DNF     |
| Anouk Vetter    | Rezultat    | 13,31 | 1,77 | 15,09 | 24,36 | 6,32 | 58,41 CHB | 2:19,43 | 6636  | brąz    |
| Anouk Vetter    | Punkty      | 1078  | 941  | 867   | 946   | 949  | 1024      | 831     | 6636  | brąz    |
| Nadine Visser   | Rezultat    | 12,85 | 1,77 | 12,96 | 23,73 | 6,30 | 42,26     | 2:14,74 | 6370  | 7.      |
| Nadine Visser   | Punkty      | 1147  | 941  | 725   | 1007  | 943  | 711       | 896     | 6370  | 7.      |